# Suppenfleisch

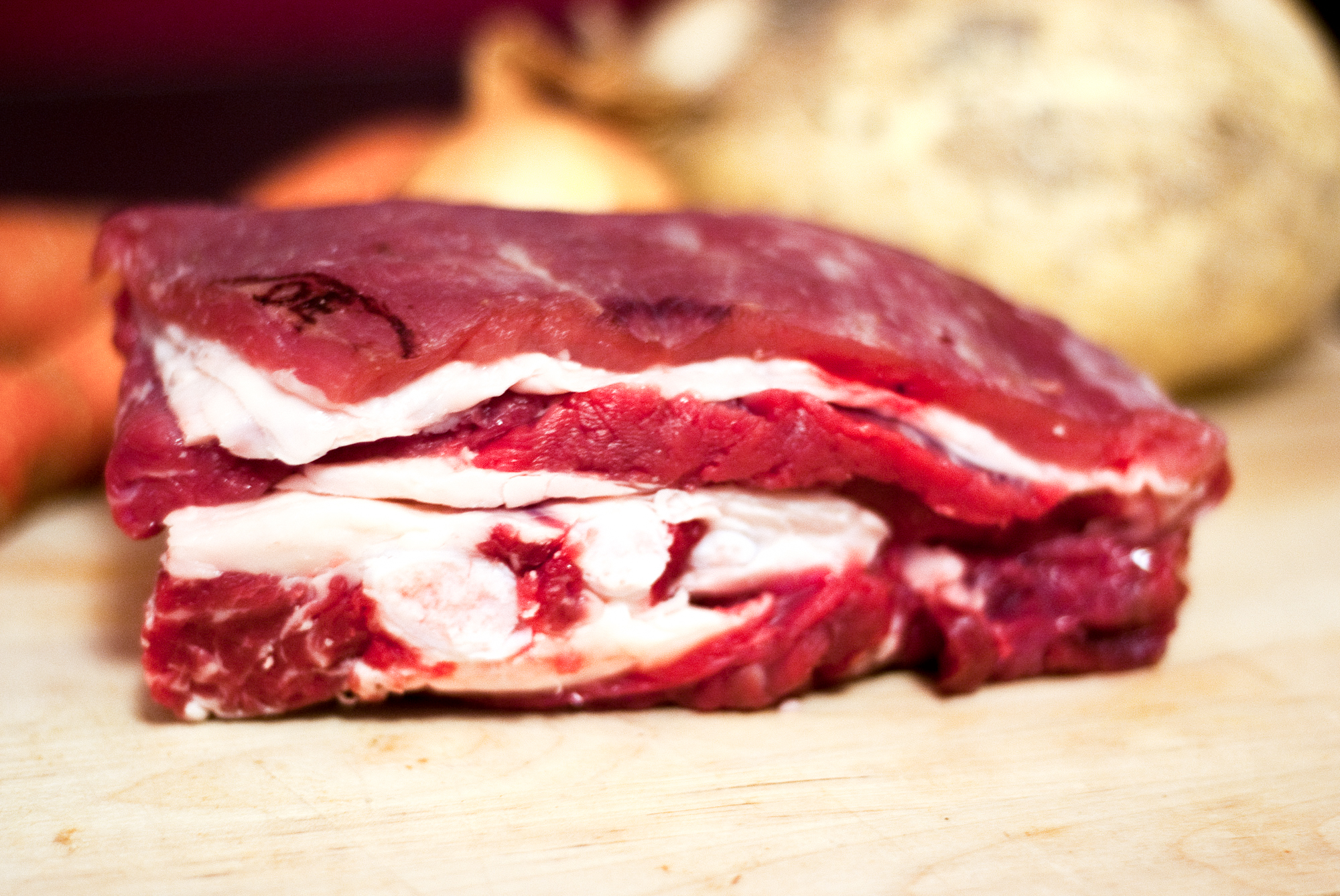
Suppenfleisch, Leiterstück (Querrippe)

Suppenfleisch oder Siedefleisch ist eine allgemeine küchensprachliche Bezeichnung für verschiedene Stücke vom Rind oder Kalb die zur Zubereitung einer Suppe, Eintopf oder Brühe verwendet werden. Das typische Garverfahren ist Sieden.
Es handelt sich dabei vorwiegend um langfaseriges Fleisch mit einem hohen Anteil an Bindegewebe, Fett und Sehnen, teilweise auch Knochen. Dadurch enthält Suppenfleisch einen hohen Anteil an Aromen und Gelatine.
Die üblichen Stücke sind:
- Dünnung
- Querrippe
- Hesse (Beinscheibe)
- Brust
- Schwanz
- Karkassen
- Markknochen
- Knochen

Während Dünnung und Querrippe nur wenig verwertbares Fleisch enthalten, kann das Fleisch von Hesse und Brust als Suppeneinlage oder für Tafelspitz verwendet werden. Aus dem Schwanz wird die kräftige Ochsenschwanzsuppe zubereitet.
Wegen des für langfaseriges Fleisch typischen, hohen Gehalts an Bindegewebe und Sehnen muss Suppenfleisch für längere Zeit bei mäßiger Temperatur gekocht werden – als Faustregel gelten zwei Stunden pro Kilogramm. Dabei gerinnen zuerst die Proteine der Muskelfasern, die Gelatine aus dem Kollagen des Bindegewebes und der Sehnen wird langsamer gelöst. Deshalb wird das Fleisch zunächst zäh, anschließend mürbe, und beginnt bei zu langem Kochen zu zerfallen. Gleichzeitig werden Aromen und Fett an das Wasser abgegeben.
Wird Suppenfleisch mit kaltem, ungesalzenem Wasser aufgesetzt, entsteht durch Osmose eine besonders kräftige Brühe, während das Fleisch selbst seinen Geschmack weitgehend verliert. Soll das Fleisch dagegen weiterverwendet werden, wird es in kochendes, gesalzenes Wasser gegeben, wodurch das Fleisch aromatischer bleibt, die Brühe aber weniger an Geschmack gewinnt. Es ist deshalb auch üblich, zuerst eine Brühe aus einfachem Suppenfleisch oder Knochen herzustellen, und das zur Weiterverwendung bestimmte, höherwertige Fleisch anschließend in ihr zu garen.
Neben Rind- und Kalbfleisch werden auch ähnliche Stücke vom Lamm, Ziege und Schwein zur Herstellung von Brühen verwendet. Oft werden die Fleischsorten auch gemischt. Bei Geflügel nutzt man vor allem Karkassen.